# Marlayne
Marlayne Sahupala, född Marleen van den Broek 1 juli 1971 i Baarn, är en nederländsk sångerska och TV-programledare.
Marlayne är dotter till musikern Rein van den Broek som spelade i gruppen Ekseption.
Marlayne vann med bred marginal (145 poäng fler än tvåan) den nederländska uttagningen till Eurovision Song Contest 1999 med bidraget One good reason. I finalen kom hon på dela 8:e plats med 71 poäng. Hon har därefter återkommit i Eurovisionsammanhang som presentatör av de nederländska rösterna i 2000-, 2001- och 2003 års tävlingar.
Hon släppte sitt debutalbum Meant to Be 2001 och är hennes hittills (2014) enda soloalbum. 2003 blev hon programledare för nyhets- och underhållningsprogrammen Hart van Nederland och Shownieuws (till 2012) på SBS 6. Hon är eller har varit programledare på reseprogrammet D-Reizen (2002-2003), The Biggest Loser Holland (2013-) och Show Vandaag (2013-), alla på SBS 6.